# Полет 6001 на „Американ Еърлайнс“
Полет 6001 на „Американ Еърлайнс“ е вътрешен пътнически полет от летище Ла Гуардия, Ню Йорк, Ню Йорк, до летище „Холивуд Бърбанк“, Бърбанк, окръг Лос Анджелис, Калифорния, с междинни кацания в Ел Пасо и Финикс, Съединените американски щати, управляван от „Американ Еърлайнс“. На 10 януари 1945 г. самолетът „Дъглас DC-3“, който изпълнява полета, се разбива във Вердуго Хилс по време на пропуснат подход към летище „Холивуд Бърбанк“. В катастрофата загиват всички 21 пътници и 3 членове на екипажа на борда на машината.
Лошото време е една от причините за катастрофата, като заради неблагоприятните метеорологични условия в Бърбанк самолетът е задържан в Нюхол, Калифорния. Времето в района е с намалена видимост и мъгла. Според доклада на Борда по гражданска аеронавтика вероятната причина за инцидента е „опитът на пилота да използва стандартната процедура за пропуснат подход, след като е следвал друг курс до момент, в който е било невъзможно тази процедура да се приложи безопасно“.